# Dusty Rhodes
Virgil Riley Runnels, Jr. (Austin, 11 de outubro de 1945 — Orlando, 11 de junho de 2015), mais conhecido como "The American Dream" Dusty Rhodes, foi um lutador de luta livre profissional estadunidense. Ele foi conhecido pela suas passagens na WWE (onde chegou a atuar como roteirista e produtor para o território de desenvolvimento NXT) e na World Championship Wrestling.
Rhodes foi por três vezes Campeão Mundial dos Pesos-Pesados da NWA, uma vez Campeão Georgino dos Pesos-Pesados da NWA, dez vezes Campeão Floridense dos Pesos-Pesados da NWA, sete vezes Campeão Sulista dos Pesos-Pesados da NWA (versão Floridense) e uma vez Campeão Nacional dos Pesos-Pesados da NWA. Ele também ganhou diversos outros títulos durante sua carreira. Ele é um dos seis homens que fazem parte do Hall da Fama da WWE, da WCW, do Wrestling Profissional e do Wrestling Observer Newsletter. Dusty é pai dos lutadores Dustin Rhodes, que trabalha na WWE como Goldust, e Cody Rhodes, que também já passou pela promoção.

## Carreira
Rhodes começou sua carreira como um vilão trapaceiro, em uma dupla com o também texano Dick Murdoch chamada The Texas Outlaws na American Wrestling Association. Em 1974, Rhodes se tornou um mocinho, após traír seu parceiro Pak Song e o manager Gary Hart durante uma luta na Flórida contra Eddie e Mike Graham. Ele, então, se tornou um lutador individual sob os nomes de "Stardust", "White Soul King" e "American Dream", um herói das classes trabalhadoras. Rhodes também lutou como o mascarado "The Midnight Rider".
Ele eventualmente passou a trabalhar nas Jim Crockett Promotions (JCP) no Meio-Atlântico, que comprou a World Championship Wrestling (WCW), antes conhecida como Georgia Championship Wrestling. Lá, Rhodes formou uma dupla com Manny Fernandez. Também se uniu a Magnum T.A. como "America's Team". Eles passaram a se opor aos Four Horsemen e o Russian Team em 1985. Após um acidente de carro, Magnum foi obrigado a se aposentar. Rhodes, então, se aliou a Nikita Koloff como The Super Powers. Rhodes foi World Six-Man Tag Team Champion com os Road Warriors.

### Roteirista da Jim Crockett Promotions
Rhodes se tornou roteirista da Jim Crockett Promotions após vencer o Television Championship em 1985. Ele é creditado como sendo o inventor de diversos nomes e características de pay-per-views da WCW, como War Games, BattleBowl e Lethal Lottery. O termo "Dusty Finish" se refere a uma das técnicas favoritas de Rhodes: terminar a luta em controvérsia após o juíz ser nocauteado.
Enquanto Dusty era roteirista, a JCP tinha ferrenha competição com a World Wrestling Federation.
Quando a WWF introduziu Mike Jones como guarda-costas de Ted DiBiase, Bobby Heenan sugeriu que o personagem fosse nomeado Virgil em piada ao nome real de Dusty. Anos depois, quando Jones apareceu na World Championship Wrestling com um personagem similar, foi nomeado Vincent, em referência ao dono da WWF, Vince McMahon, também por sugestão de Heenan. A piada continuou na WCW, quando Jones teve seu nome mudado para Shane, nome do filho de Vince, Shane McMahon.
Rhodes foi demitido da Jim Crockett Promotions após o Starrcade '88, por conta de problemas com a política anti-sangue da Turner Broadcasting System. Furioso com a interferência da companhia na WCW, Rhodes escreveu um segmento onde Road Warrior Animal tiraria o espinho da sua ombreira e enfiaria no olho de Dusty. Rhodes foi, então, demitido da WCW. Após esse evento, Rhodes retornou à Flórida para competir na Florida Championship Wrestling, onde ganhou o PWF Heavyweight Championship.

### World Wrestling Federation

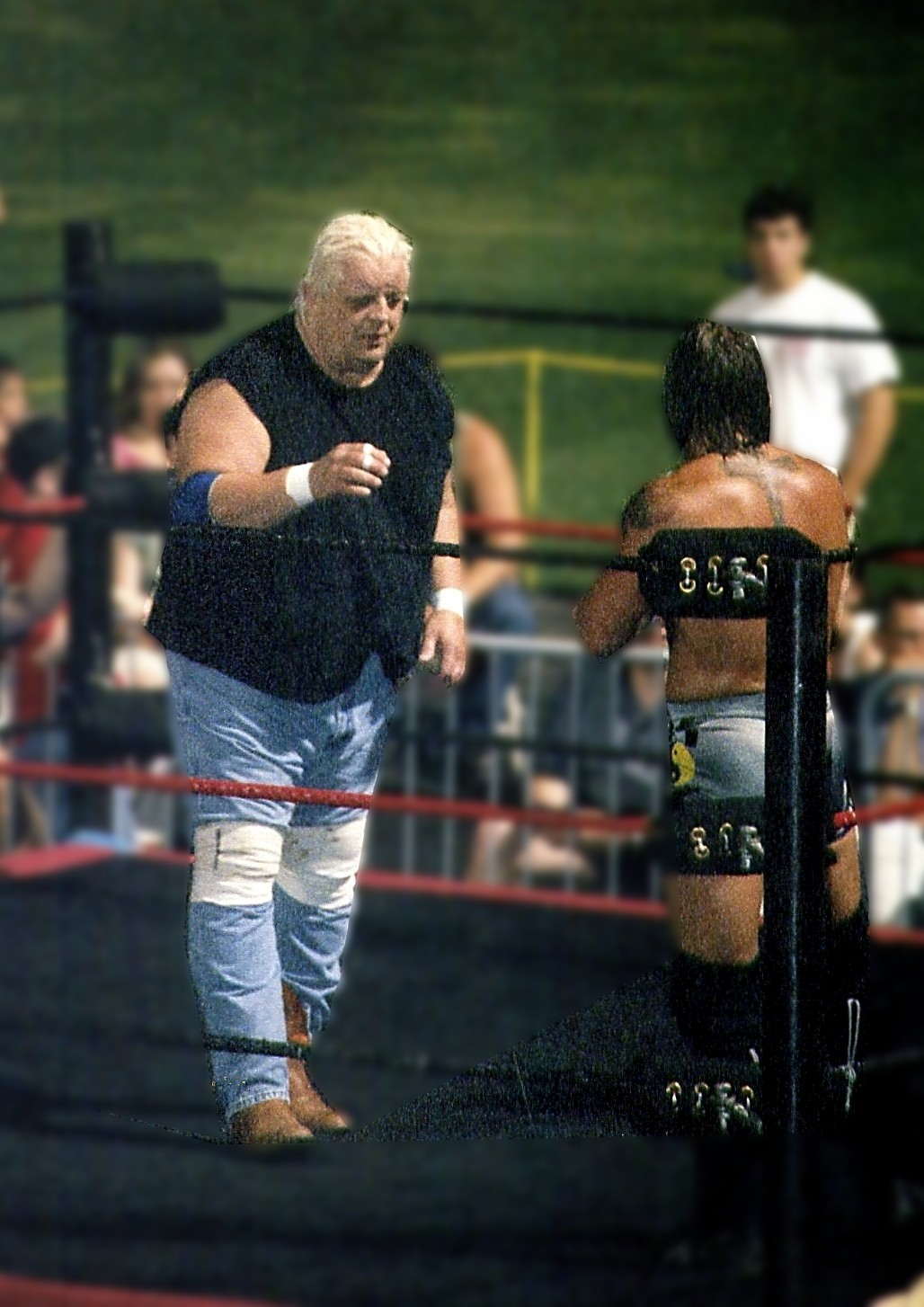
Rhodes enfrentando Kid Kash no Ballpark Brawl.

No final de 1989, Rhodes foi contratado pela WWF, lutando sob o nome de "Common Man" ("Homem Comum") Dusty Rhodes, que vestia uma roupa preta repleta de bolas amarelas. Ele tinha como manager Sapphire, que representaria a "mulher comum". Durante seu início na WWF, Rhodes começou uma rivalidade com "Macho King" Randy Savage e sua parceira Sensational Queen Sherri, rival de Sapphire. Após um tenso confronto entre os dois casais, a ex-manager de Savage Miss Elizabeth se aliou a Rhodes e Sapphire, e os ajudou a vencer uma luta no WrestleMania VI. Sapphire, no entanto, deixou Rhodes durante o SummerSlam de 1990 pelo dinheiro de Ted DiBiase, o que resultou em uma rivalidade entre Rhodes e DiBiase, que criou o ambiente para a estreia do filho de Dusty, Dustin no Royal Rumble. Os dois deixaram a WWF logo depois, encerrando a carreira de Dusty como um lutador ativo.

### Retorno a WCW e ECW
Rhodes retornou a WCW como roteirista, mais tarde se unindo a equipe de comentaristas, ao lado de Tony Schiavone no WCW Saturday Night. Em eventos em pay-per-views, Bobby Heenan comentaria as lutas ao lado dos dois.
Em 1994, Rhodes voltou ao ringue para lutar ao lado de seu filho Dustin e dos Nasty Boys contra Arn Anderson, Bunkhouse Buck, Terry Funk e Col. Rob Parker. O segmento começou quando Anderson traiu Dustin durante uma luta de duplas no Bash at the Beach de 1994 e Dusty, admitindo ter sido um pai ausente, resolveu voltar às lutas para ajudar o filho.
Rhodes originalmente se aliaria a WCW na rivalidade com a New World Order (nWo) em 1996. No Souled Out de 1998, Larry Zbyszko pediu a Rhodes que lhe acompanhasse ao ringue para sua luta com Scott Hall. Zbyszko venceu a luta por desqualificação após interferência de Louie Spicolli. Rhodes atacou Spicolli e, sem querer, também acertou Zbyszko. Rhodes, então, revelou ser parte da nWo.
Ele eventualmente deixou a WCW e foi contratado pela ECW, para enfrentar o Campeão Mundial da ECW Steve Corino. Rhodes retornou novamente para a WCW, reiniciando sua rivalidade com Ric Flair.

### Total Nonstop Action Wrestling
Dusty apareceu na Total Nonstop Action Wrestling (TNA), se tornando um diretor em 7 de novembro de 2005, no pay-per-view Victory Road. Ao mesmo tempo, Rhodes se tornou roteirista-chefe da empresa. Em maio de 2005, a presidente da TNA, Dixie Carter, pediu a Rhodes que criasse uma equipe criativa, incluindo Jeremy Borash, Bill Banks e Scott D'Amore. Rhodes pediu demissão.

### Turnbuckle Championship Wrestling
Por vários anos Rhodes administrou a Turnbuckle Championship Wrestling, uma pequena empresa na Geórgia, onde lutavam profissionais treinados por Dusty e veteranos como Steve Corino.

### Hall da Fama

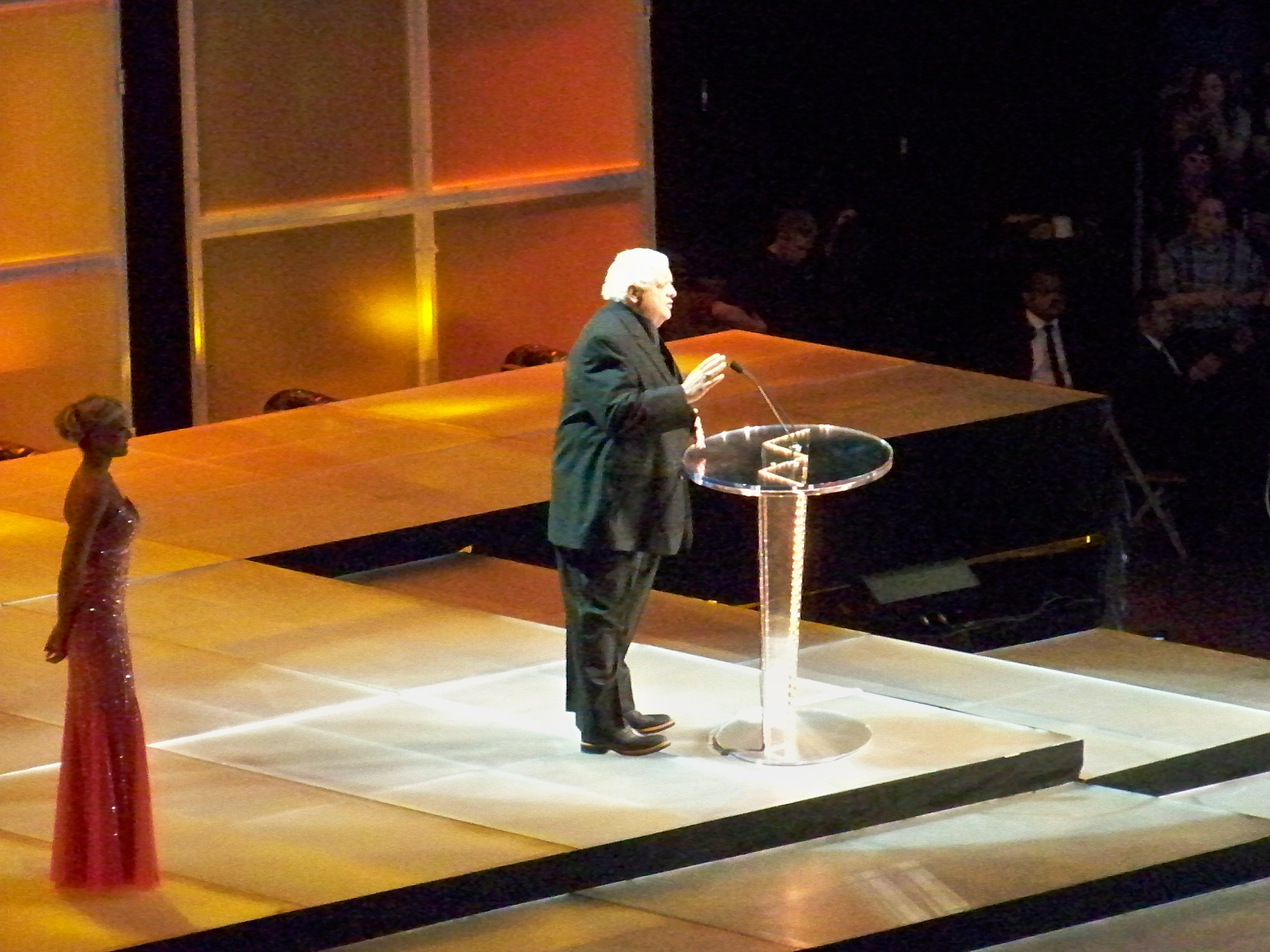
Rhodes na cerimônia do Hall da Fama em 2009.

Em setembro de 2005, Rhodes assinou um contrato de lendas ("Legends") com a WWE, assumindo o cargo de consultor criativo. Ele apareceu no WWE Homecoming em 3 de outubro de 2005, quando, ao lado de outras lendas, atacou Rob Conway.
Dusty Rhodes foi introduzido ao Hall da Fama da WWE em 31 de março de 2007 por seus dois filhos, Dustin e Cody. Durante seu discurso, Rhodes pediu a Ric Flair e Arn Anderson que introduzissem Harley Race e ele aos Four Horsemen.
Durante uma entrevista para o DVD The American Dream, Rhodes afirmou que sua melhor promo aconteceu durante sua rivalidade com Ric Flair, onde fez referência aos trabalhadores americanos, o que levou a platéia às lágrimas.

### Aparições esporádicas e Florida Championship Wrestling (2006-2012)
Algumas semanas antes do Survivor Series de 2006, Rhodes se tornou parte do grupo de lendas liderados por Ric Flair, que consistia de Rhodes, Sgt. Slaughter, Ron Simmons e Arn Anderson, competindo no Survivor Series contra Spirit Squad, mas Rhodes acabou sendo eliminado da luta.
Algumas semanas antes do The Great American Bash de 2007, Dusty Rhodes retornou para uma rivalidade com Randy Orton. No The Great American Bash, Orton derrotou Rhodes em uma luta Texas Bullrope. No Raw da noite seguinte, Orton derrotou o filho de Dusty, Cody Rhodes, chutando a cabeça de Dusty quando este tentou ajudar o filho.
No Raw de 10 de dezembro de 2007, Rhodes ficou ao lado de Cody e Hardcore Holly quando eles derrotaram Lance Cade e Trevor Murdoch pelo World Tag Team Championship.
Em 29 de março de 2008, Rhodes introduziu seu mentor Eddie Graham ao Hall da Fama.
Rhodes apareceu no 800th episódio do Raw, onde se envolveu em um segmento no ringue, dançando com Kung Funaki, Hornswoggle, The Boogeyman, Jesse, Festus e os comentaristas Jerry "The King" Lawler e Michael Cole.
Em 4 de abril de 2009, Rhodes introduziu Terry Funk e Dory Funk, Jr. ao Hall da Fama.
Em 31 de agosto de 2009, Rhodes foi o guest host do Raw, marcando uma luta entre Cody e Randy Orton pelo WWE Championship de Orton, com John Cena como árbitro. Antes da luta, Rhodes atacou Cena com os membros do The Legacy. Após o ataque, Orton lhe aplicou atacou. Ele reapareceu em 7 de junho de 2010, ajudando Quinton Jackson e Sharlto Copley contra I.R.S., Ted DiBiase, Virgil e Roddy Piper. Ele apareceu no WWE NXT de 2 de novembro, durante o casamento de seu filho Goldust com Aksana. Rhodes apareceu em um segmento do Raw em 15 de novembro, com seus filhos.
Rhodes foi nomeado roteirista-chefe do território de desenvolvimento da FCW. Em 25 de fevereiro de 2011, no SmackDown, Rhodes ajudou Cody a atacar Rey Mysterio.

### Gerente Geral do NXT (2012-2013)
No NXT de 20 de junho de 2012, Rhodes tornou-se Gerente Geral do NXT. No Raw Old School de 4 de março, Dusty e Sgt. Slaughter acompanharam Jim Duggan ao ringue para uma luta contra Jack Swagger. Antes do combate, Swagger atacou os três. Nas gravações do NXT de 12 de setembro, Triple H retirou Dusty do cargo de gerente geral, o substituindo por John "Bradshaw" Layfield. Dusty apareceu no Raw de 16 de setembro à convite de Stephanie McMahon. Ela lhe deu a oportunidade de escolher qual de seus filhos, Cody ou Dustin (Goldust), seria recontratado pela WWE. Dusty se negou a escolher. Stephanie, então fez com que Big Show escolhesse entre nocautear Dusty ou deixar que ele fosse atacado pela Shield. Show decidiu nocautear Rhodes para evitar um ataque do trio. Dusty acompanhou Cody e Goldust em uma luta contra a Shield no WWE Battleground. Durante a luta, Dusty aplicou um Bionic Elbow em Dean Ambrose. Por vencer a luta, Cody e Goldust foram recontratados.
Dusty apareceu ainda episódio do Raw de 16 de fevereiro de 2015, tentando convencer seus rapazes Goldust (Dustin) e Stardust (Cody) a manter seu vínculo, porém, mais tarde, Stardust acabou por atacar Goldust independentemente.

## Vida pessoal
Rhodes se divorciou de sua primeira esposa, Sandra, e se casou novamente com uma mulher chamada Michelle.[carece de fontes?] Ele teve dois filhos, Dustin (mais conhecido como Goldust) e Cody, ambos lutadores profissionais. Ele também teve uma filha chamada Kristin Ditto, que foi líder de torcida dos Dallas Cowboys. Ele também tem uma neta, Dakota, filha de Dustin e de sua ex-esposa, Terri Runnels.[carece de fontes?]

## Morte
Em 10 de junho de 2015, Rhodes foi internado em Orlando, Flórida, após ter caído na sua casa. Ele foi então transportado para um hospital próximo, onde acabou morrendo de insuficiência renal no dia seguinte. Rhodes deixou seus quatro filhos, incluindo Cody Runnels e Dustin Runnels, juntamente com sua esposa.

## No wrestling
- Movimentos de finalização
  - Bionic elbow[2] – inovado
  - Figure Four leglock[2]
- Alcunhas
  - "The American Dream"[2]
- Temas de entrada

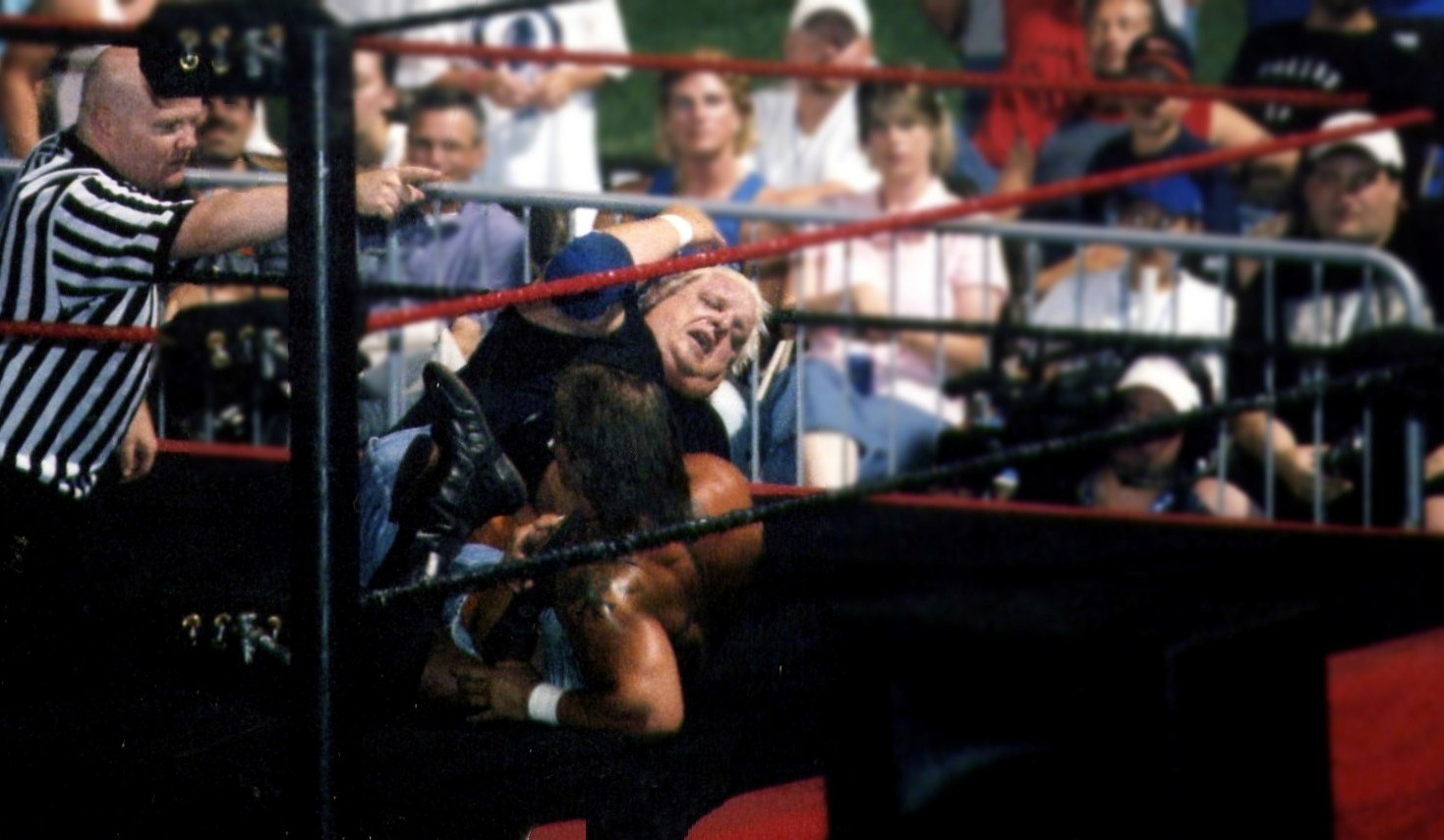
Kid Kash aplicando um Figure 4 leg lock em Dusty.

  - "Common Man Boogie" por J. Hart e J.J. Maguire (WWF/WWE; 1989–1991, 2006-2015)
  - "Old Time Rock and Roll" por Bob Seger (WCW)
  - "Rockhouse" por Jimmy Hart e H.Helm (WCW; usado quando parte do New World Order; 1998)
  - "This Is Why (I Sing The Blues)" por Reckless Fortune (ECW)
  - "Midnight Rider" por Willie Nelson (ROH)
  - "Kakutougi Theme" por Ryuichi Sakamoto (NJPW / Hustle)
  - "American Dream" por Freedom (NJPW)
  - "You Can't Judge a book by the Cover" por Hank Williams Jr (NWA)

## Títulos e prêmios
- Central States Wrestling
  - NWA Central States Heavyweight Championship (1 vez)[23]
  - NWA North American Tag Team Championship (Versão de Central States) (1 vez) – com Dick Murdoch[24]
- Championship Wrestling from Florida
  - NWA Brass Knuckles Championship (Versão da Flórida) (2 vezes)[25]
  - NWA Florida Bahamian Championship (1 vez)[26]
  - NWA Florida Global Tag Team Championship (1 vez) – com Magnum T.A.[27]
  - NWA Florida Heavyweight Championship (10 vezes)[28]
  - NWA Florida Tag Team Championship (4 vezes) – com Dick Murdoch (1), Dick Slater (1), Bobo Brazil (1) e André the Giant (1)[29]
  - NWA Florida Television Championship (2 vezes)[30]
  - NWA Southern Heavyweight Championship (Versão da Flórida) (7 vezes)[31]
  - NWA United States Tag Team Championship (Versão da Flórida) (2 vezes) – com Bugsy McGraw (1) e Blackjack Mulligan (1)[32]
  - NWA World Heavyweight Championship (1 vez)[33]
- Georgia Championship Wrestling
  - NWA Georgia Heavyweight Championship (1 vez)[34]
  - NWA National Heavyweight Championship (1 vez)[35]
  - NWA World Heavyweight Championship (1 vez)[33]
- International Wrestling Alliance (Austrália)
  - IWA World Tag Team Championship (1 vez) – com Dick Murdoch
- Mid-Atlantic Championship Wrestling / Jim Crockett Promotions / World Championship Wrestling
  - NWA Television Championship (1 vez)[36]
  - NWA United States Heayvweight Championship (1 vez)[37]
  - NWA World Heavyweight Championship (1 vez)[33]
  - NWA World Six-Man Tag Team Championship (2 vezes) – com The Road Warriors[38]
  - NWA World Tag Team Championship (Versão do Meio-Atlântico) (2 vezes) – com Dick Slater (1) e Manny Fernandez (1)[39]
  - NWA World Television Championship (2 vezes)[40]
  - Jim Crockett, Sr. Memorial Cup Tag Team Tournament (1987) – com Nikita Koloff
  - Bunkhouse Stampede (1985–1988)
  - Hall da Fama da WCW (Classe de 1995)[41]
- NWA Big Time Wrestling
  - NWA American Tag Team Championship (2 vezes) – com Baron Von Raschke (1) e Dick Murdoch (1)[42]
  - NWA Brass Knuckles Championship (Versão Texana) (2 vezes)[43]
- NWA Detroit
  - NWA World Tag Team Championship (Versão de Detroit) (1 vez) – com Dick Murdoch[44]
- NWA Mid-Atlantic Championship Wrestling
  - NWA Mid-Atlantic Tag Team Championship (1 vez) – com Buff Bagwell[45]
- NWA Mid-Pacific Promotions
  - NWA North American Heavyweight Championship (Versão Havaiana) (1 vez)[46]
- NWA San Francisco
  - NWA United States Heavyweight Championship (Versão de São Francisco) (1 vez)[47]
- NWA Tri-State
  - NWA North American Heavyweight Championship (Versão Tri-State) (1 vez)[48]
  - NWA United States Tag Team Championship (Versão Tri-State) (1 vez) – com André the Giant[49]
- National Wrestling Federation
  - NWA World Tag Team Championship (1 vez) – com Dick Murdoch[50]
- Pro Wrestling Illustrated
  - PWI Rivalidade do Ano (1987) com Nikita Koloff e os Road Warriors vs. Four Horsemen
  - PWI Luta do Ano (1979) vs. Harley Race em 21 de agosto
  - PWI Luta do Ano (1986) vs. Ric Flair em uma Steel Cage match no The Great American Bash
  - PWI Lutador Mais Popular do Ano (1978, 1979, 1987)
  - PWI Lutador do Ano (1977, 1978)
  - PWI o colocou na #11ª posição dos 500 melhores lutadores individuais na PWI Years em 2003[51]
- Professional Wrestling Hall of Fame and Museum
  - (Classe de 2010)
- World Championship Wrestling (Austrália)
  - IWA World Tag Team Championship (1 vez) – com Dick Murdoch[52]
- World Wrestling Entertainment / WWE
  - Hall da Fama (Classe de 2007)[53]
  - Slammy Award por "Say What?" Citação do Ano (2013) - "Uma estipulação: eu fico no córner dos meus garotos e serei seu "huckleberry" toda a noite."
- Wrestling Observer Newsletter
  - Melhor Face (1980)
  - Melhor Roteirista (1986)
  - Mais Carismático (1982) empatado com Ric Flair
  - Lutador Mais Embaraçoso (1990)
  - Mais Superestimado (1987, 1988)
  - Lutador Menos Favorito dos Leitores (1987, 1988)
  - Pior Rivalidade do Ano (1988) vs. Tully Blanchard
  - Pior Personagem (1988)
  - Pior Narrador (1997)
  - Hall da Fama do Wrestling Observer Newsletter (Classe de 1996)